# Indigo Nails Lab
Indigo Nails Lab (znana także jako Indigo Nails lub Indigo) – jedna z największych firm działających w branży beauty profesjonalnej. Firma posiada bogatą sieć dystrybucji – Indigo Nails jest obecne w 40 krajach na całym świecie – m.in. w Australii, Wielkiej Brytanii, Kanadzie czy Francji. Spółka powstała w 2011 roku z inicjatywy Magdaleny i Dariusza Malaczyńskich.
Pierwszy showroom oraz siedziba firmy znajdowała się na ul. Żeligowskiego 3/5. Obecnie siedziba przedsiębiorstwa znajduje się w Łodzi przy ulicy Senatorskiej 14/16, na terenie wybudowanej w 1890 roku fabryki Edwarda Ramischa (w przeszłości znajdowała się tam m.in. przędzalnia).

## Działalność
Firma Indigo Nails jest czołowym, polskim producentem produktów przeznaczonych do wykonywania manicure hybrydowego. W swoim portfolio marka posiada bogatą ofertę lakierów hybrydowych, akcesoriów do pielęgnacji paznokci oraz kosmetyków Home Spa Pierwszy salon firmowy został otwarty w 2011 roku. Wtedy też nawiązano współpracę z pierwszymi dziesięcioma przedstawicielami handlowymi w Polsce i trzema za granicą. Firma zajmuje się m.in. produkcją i dystrybucją lakierów hybrydowych, akcesoriów do pielęgnacji paznokci oraz kosmetyków z branży Home SPA (balsamy, kremy, peelingi). Indigo Nails prowadzi również sieć salonów firmowych i centrów szkoleniowych. Według stanu na 2020 jest to ponad 70 salonów firmowych w całej Polsce. Z marką współpracowały m.in. Natalia Siwiec, Agnieszka Hyży czy Sara Boruc.

## Sukcesy i nagrody
Instruktorki Indigo Nails wielokrotnie brały udział w mistrzostwach stylizacji paznokci, m.in. na mistrzostwach Nailympion w Rzymie czy Nailympia w Londynie. We wszystkich zawodach zdobyły łącznie 1420 medali (stan na 27 marca 2020). W 2018 roku Indigo Nails ustanowiło oficjalny rekord Polski na najwięcej nagród z Mistrzostw Świata, Europy i Polski w branży kosmetycznej przyznawany przez Biuro Rekordów.
15 października 2018 roku Indigo Nails otrzymało Nagrodę Specjalną Marszałka Województwa Łódzkiego „Mocni w Biznesie”.